# جوری لترا
جوری لترا (انگلیسی: Jori Lehterä؛ زادهٔ ۲۳ دسامبر ۱۹۸۷) بازیکن هاکی روی یخ اهل فنلاند است.
از باشگاه‌هایی که در آن بازی کرده‌است می‌توان به فیلادلفیا فلایرز اشاره کرد.